# Nicolò da Ponte
 Pasquale Cicogna, född 1491, död 1585, var en venetiansk doge. Han var regerande doge av Venedig 1578–1585.